# Терсакан (река)
Терсакан — река в России, протекает в Усть-Джегутинском и Малокарачаевском районах Карачаево-Черкесской республики. Левый приток Кумы. Длина реки составляет 10 км, площадь водосборного бассейна 32,5 км².
Начинается к юго-западу от леса Джаочагач, течёт сначала на восток, потом поворачивает на юго-восток. Устье реки находится в 786 км по левому берегу реки Кума на высоте 1118,1 метра над уровнем моря. В низовьях на реке имеется трёхметровый водопад.

## Данные водного реестра
По данным государственного водного реестра России относится к Западно-Каспийскому бассейновому округу, водохозяйственный участок реки — Кума от истока до впадения реки Подкумок. Речной бассейн реки — Бессточные районы междуречья Терека, Дона и Волги.
Код объекта в государственном водном реестре — 07010000312108200001495.